# Tylencholaimellus
Tylencholaimellus är ett släkte av rundmaskar. Enligt Catalogue of Life ingår Tylencholaimellus i familjen Tylencholaimellidae, men enligt Dyntaxa är tillhörigheten istället familjen Leptonchidae.
Kladogram enligt Catalogue of Life och Dyntaxa:
| Tylencholaimellus | \| \| Tylencholaimellus diplodurus \| \| \| \| \| \| Tylencholaimellus ozarkensis \| \| \| \| \| \| Tylencholaimellus striatus \| \| \| \| |
|                   | \| \| Tylencholaimellus diplodurus \| \| \| \| \| \| Tylencholaimellus ozarkensis \| \| \| \| \| \| Tylencholaimellus striatus \| \| \| \| |
|                   | Aulolaimoides |
|                   | |
|                   | Doryllium |
|                   | |
|                   | Tylencholaimellus diplodurus |
|                   | |
|                   | Tylencholaimellus ozarkensis |
|                   | |
|                   | Tylencholaimellus striatus |
|                   | |

|  | Tylencholaimellus diplodurus |
|  |                              |
|  | Tylencholaimellus ozarkensis |
|  |                              |
|  | Tylencholaimellus striatus   |
|  |                              |